# 1995 UQ5
1995 UQ5 är en asteroid i huvudbältet som upptäcktes den 20 oktober 1995 av de båda japanska astronomerna Takeshi Urata och Yoshisada Shimizu vid Nachi-Katsuura-observatoriet.
Asteroiden har en diameter på ungefär 13 kilometer.